# Gasteinertal

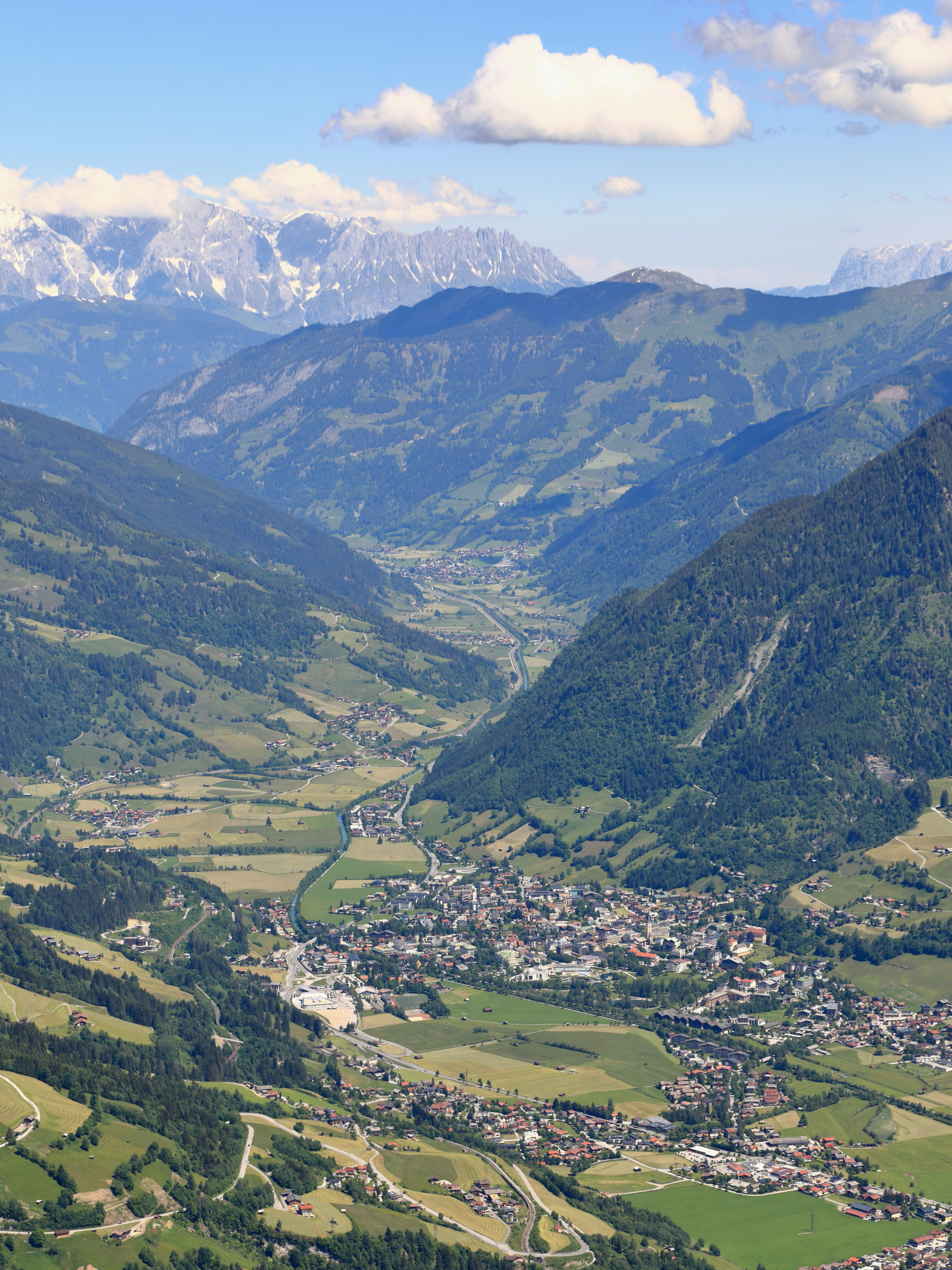
Het Gasteinertal, gezien vanuit Stubnerkogel

Het Gasteinertal is een ongeveer 20 km lang dal in Oostenrijk, in het Salzburgerland, waarin als belangrijkste plaatsen Dorfgastein, Bad Hofgastein en - aan het einde van het dal - Bad Gastein liggen.
Deze plaatsen zijn bekend geworden door de toepassing van baden in het heilzame water dat in Bad Gastein uit een elftal bronnen komt. Het water bevat radon. Dit radon bevattende water wordt aanbevolen bij een groot aantal aandoeningen, vooral van reumatische aard.
Het toerisme naar het Gasteinertal en de plaatsen erin is in de tweede helft van de twintigste eeuw eerst gestaag teruggelopen, maar is weer toegenomen nadat in Bad Gastein een congrescentrum is gebouwd en de plaatsen in het Gasteinertal - met succes - getracht hebben wintersportgasten aan te trekken.